# Enterobius
Enterobius is de geslachtsnaam van de aarsmade, een bij de mens voorkomende spoelworm. Er zijn in het verleden veel Enterobius-soorten beschreven maar daarvan zijn tot op heden slechts drie soorten officieel erkend. In 1983 is een vierde soort beschreven, de E. gregorii. Dit zou echter ook slechts een vroeg stadium van de E. vermicularis kunnen zijn.
Soorten:
- Enterobius vermicularis
- Enterobius anthropopitheci
- Enterobius macaci
- ? Enterobius gregorii